# 约翰·斯万贝里
约翰·斯万贝里（瑞典語：John Svanberg，1881年5月1日—1957年9月11日），瑞典男子田径运动员，主攻长跑。他曾代表瑞典参加1908年夏季奥林匹克运动会田径比赛，获得男子5英里铜牌。